# Rizalista

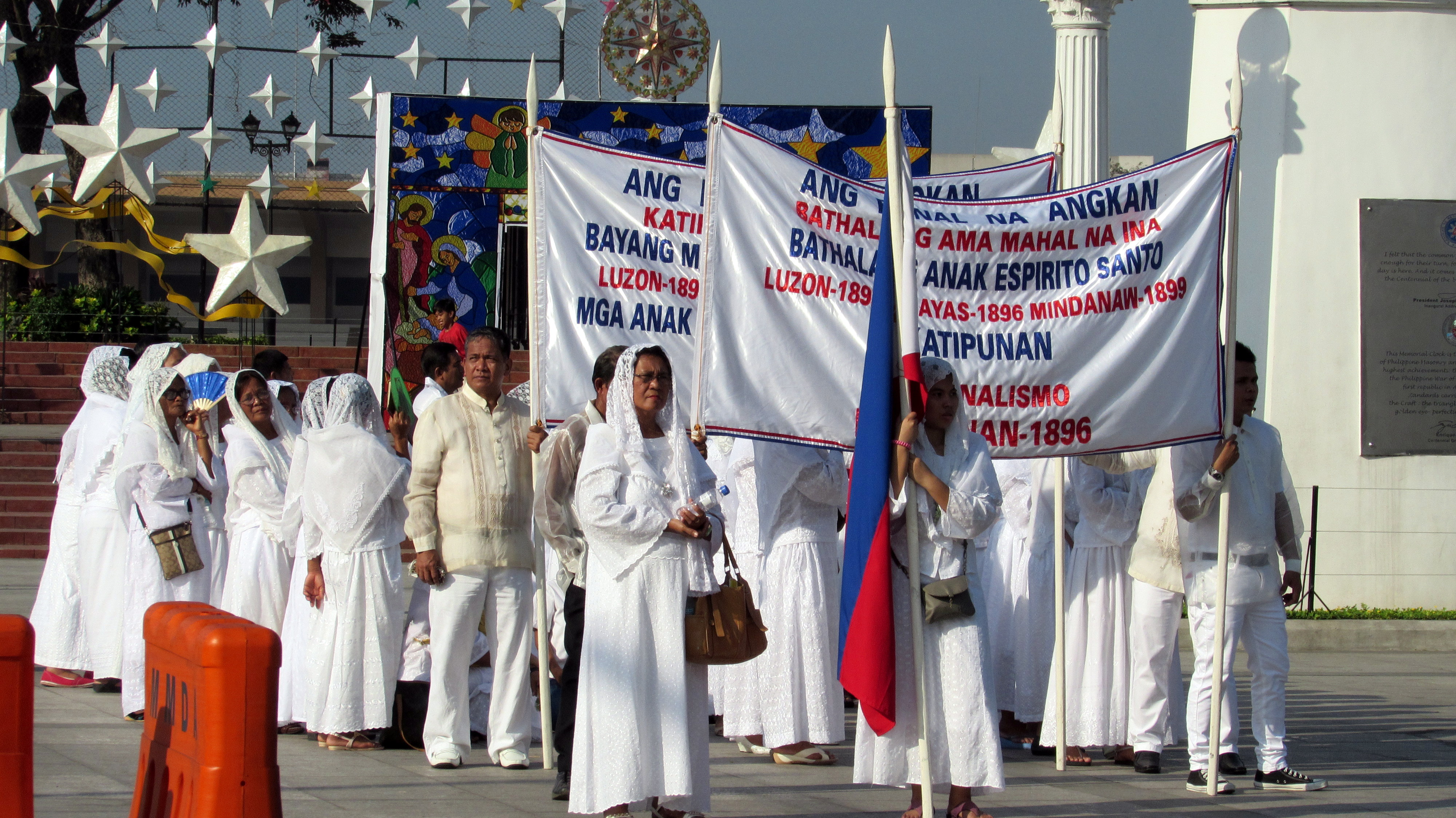
Miembros del grupo rizalista durante las celebraciones del 2015 Día de Rizal en Parque Rizal, Manila.

Los movimientos religiosos Rizalista refiere al nuevo movimiento religioso y una forma del Catolicismo popular adoptado por un número de grupos religiosos étnicos en las Filipinas que creen en la divinidad de Jose Rizal, el de facto héroe nacional de las Filipinas. Muchas de estas sectas o movimientos religiosos creen que Rizal todavía está viviendo y que evitará a sus seguidores caer en la opresión y pobreza. Los grupos Rizalistas tienen vistas diferentes a la divinidad de José Rizal. Algunos creen que es Dios mientras algunos creen que Rizal era el segundo hijo de Dios, la reencarnación de Cristo. Algunos de estos grupos también identifican a Rizal como el dios de la religión malaya pre-española. Algunos sólo ven tan solo a Rizal como una guía espiritual. Dirigentes de la secta a menudo reclaman que personas claves en la Revolución filipina que incluye a Rizal fueron la reencarnación de la Virgen María. Muchos de estos grupos reclaman que la llave única a la salvación es unirse a su grupo.
El movimiento religioso rizalista abarcó desde los colorums que prevalecieron durante la década de 1920 hasta la década de 1930 hasta la Asociación Filipina de Misioneros Benevolentes, dirigida por Ruben Ecleo.  Entre estos movimientos son el Iglesia Sagrada Familia, Lipi ni Rizal (Clan de Rizal) , Pilipinas Watawat ('Bandera Filipina'), el Molo, y la Iglesia ng Watawat ng Lahi ('Iglesia de la Bandera de la Raza').
Algunos de estos grupos participan regularmente en las celebraciones del Día de Rizal en el Parque Rizal como un acto de devoción hacia Rizal.